# Morton, Illinois
Morton là một làng thuộc quận Tazewell, tiểu bang Illinois, Hoa Kỳ. Năm 2010, dân số của làng này là 16267 người.

## Dân số
Dân số qua các năm:
- Năm 2000: 15198 người.
- Năm 2010: 16267 người.